# Tereza Campello
Tereza Helena Gabrielli Barreto Campello ORB (Descalvado, 12 de agosto de 1962) é uma economista, pesquisadora e ex-ministra de estado brasileira filiada ao Partido dos Trabalhadores (PT). Atualmente, ela é professora titular da Cátedra Josué de Castro de Sistemas Alimentares Saudáveis e Sustentáveis da Faculdade de Saúde Pública da USP, professora visitante da Faculdade de Saúde Pública da Universidade de São Paulo (USP), pesquisadora do NUPENS/USP e Professora do Programa de Pós-Graduação em Políticas Públicas em Saúde da Escola Fiocruz de Governo.

## Biografia
Tereza Campello ingressou no ensino superior em 1981 no curso de graduação em engenharia química na Universidade Federal de Uberlândia (UFU), curso interrompido em 1985, quando ela mudou de área ao ingressar no curso de graduação em economia na mesma universidade, tendo se graduado como bacharel em economia pela UFU em 1989.
Casada com Paulo Adalberto Ferreira que viria a ser dirigente petista e deputado federal, ela ocupou diversos cargos na administração pública do Município de Porto Alegre e do Governo Federal, com o destaque para os de subchefe de Articulação e Monitoramento na Casa Civil da Presidência da República, durante o mandato do presidente Lula da Silva e de ministra de estado da pasta relativa à assistência social nos dois mandatos da presidente Dilma Rousseff.
Em 2017, sob a orientação da professora doutora Denise Oliveira e Silva, Tereza Campello obtém o título de "Notório Saber" em Políticas Públicas em Saúde, titulação criada visando o suprimento do título acadêmico formal para exercício da docência universitária que é concedida por meio do reconhecimento da experiência obtida fora das universidades e centros de pesquisa, conferido pelo Programa de Pós-Graduação em Políticas Públicas em Saúde da Escola de Governo da Fundação Oswaldo Cruz (FIOCRUZ), após apresentar o memorial descritivo chamado "Desenvolvimento, inclusão social e intersetorialidade: do Orçamento Participativo ao Brasil Sem Miséria".
Em seguida, ela se torna pesquisadora na Universidade de Nottingham (Reino Unido) ao desenvolver investigações em segurança alimentar na universidade inglesa.
Ela é titular da Cátedra Josué de Castro de Sistemas Alimentares Saudáveis e Sustentáveis da Faculdade de Saúde Pública da Universidade de São Paulo (FSP/USP), sendo professora visitante na mesma unidade universitária e pesquisadora do Núcleo de Pesquisas Epidemiológicas em Nutrição e Saúde (NUPENS) vinculado à FSP/USP. Ela também é professora no Programa de Pós-Graduação em Políticas Públicas em Saúde da Escola Fiocruz de Governo. No passado, ela foi professora do curso de Economia na Universidade do Vale do Rio dos Sinos (Unisinos).

## Carreira política
Com perfil tecnocrático, ela iniciou sua atuação no setor público como assessora econômica do Gabinete de Planejamento e Orçamento Participativo da Prefeitura Municipal de Porto Alegre (RS).
Entre 2002 e 2011, ela esteve à frente de projetos prioritários na área de desenvolvimento, como o Plano Nacional de Mudanças Climáticas, os programas de produção de Biodiesel, Etanol, do Produção Sustentável de Óleo de Palma e Territórios da Cidadania, do Mutirão Arco Verde, que levou serviços públicos, regularização fundiária e fomento para o desenvolvimento sustentável na Amazônia.
Indicada pela presidente Dilma Rousseff para ocupar a chefia de uma das pastas ministeriais, ela foi Ministra do Desenvolvimento Social e Combate à Fome no período de 2011 a maio de 2016, tendo coordenado o Plano Brasil Sem Miséria, que retirou 22 milhões de pessoas da pobreza extrema. Também coordenou o Programa Bolsa Família, a Política Nacional de Assistência Social, a Política Nacional de Segurança Alimentar e Nutricional e o Programa de Cisternas que entregou 1,2 milhão de cisternas no semiárido brasileiro.
Em 2014, recebeu, em nome do governo brasileiro, o reconhecimento da FAO/ONU pelo alcance de metas que garantiram ao Brasil a saída do Mapa da Fome.
Tereza Campello foi ministra de estado até o final do segundo governo Dilma Rousseff, quando foi exonerada em 12 de maio de 2016, logo após o desfecho do polêmico processo de impeachment de Dilma Rousseff.
Em 8 de novembro de 2022, foi nomeada para integrar a área de assistência social da Comissão de Transição da Presidência da República junto com Simone Tebet, Márcia Lopes e André Quintão.
Em 2023, com o início do governo Lula, Teresa tornou-se Diretora Socioambiental do Banco Nacional de Desenvolvimento Econômico e Social (BNDES), sob a gestão de Aloizio Mercadante.

## Principais ideias
Tereza Campello foi a responsável por coordenar a construção da política pública de segurança alimentar denominada Plano Brasil Sem Miséria (PBSM), lançado em junho de 2011. De acordo com Campello, o PBSM buscou criar, renovar, fortalecer, e integrar, de maneira intersetorial, todo um conjunto de políticas públicas sociais desenvolvidas durante os dois mandatos do presidente Lula da Silva, bem como em governos estaduais e municipais, com o propósito de erradicar a pobreza extrema no Brasil.
O PBSM contribuiu com a definição da linha de pobreza extrema em padrões monetários ao adotar como parâmetro a renda monetária per capita no mesmo valor que o estabelecido para o ingresso no Programa Bolsa Família, que em 2011 era R$ 70,00 (setenta reais). Esta definição era coerente com o programa Bolsa Família, com os valores estabelecidos nos Objetivos de Desenvolvimento do Milênio (ODMs), e também pelo próprio Banco Mundial, que estabelecia de US$ 1,25 (um dólar e vinte cinco cents) por dia. Apesar da ênfase na pobreza extrema, essa política pública abordava o conceito de pobreza multidimensional para avaliar a evolução do próprio PBSM.
Em entrevista na qual analisou as políticas de assistência social desenvolvidas pelo Governo Federal em outubro de 2022, ela abordou as diferenças entre o programa Bolsa família e o programa Auxílio Brasil da seguinte forma:

 O Bolsa Família era muito diferente do Auxílio Brasil, mas a principal diferença era que a família teria acesso a outros benefícios quando entrasse no Cadúnico [Cadastro Único para Programas Sociais]. A gente passava a saber se ela precisa de uma cisterna, se deveria entrar no Luz para Todos, se tinha uma criança pequena e precisava ser priorizada numa creche. Isso significava eficiência e planejamento para o gasto público. Se não há um bom diagnóstico, você não consegue ter resultados, e é isso que está acontecendo com esse governo agora. É um conjunto de absurdos.— Tereza Campello
E em seguida apresenta os pontos mais problemáticos do Auxílio Brasil:

 Quando lançaram o Auxílio Brasil, eu critiquei muito duas coisas. Eles falaram que estavam criando uma porta de saída, o Auxílio Inclusão Produtiva. Se a pessoa arrumasse um trabalho, receberia R$ 200 a mais. Sabe quanto eles gastaram com esse programa? Zero. Nem um centavo. Nem empenharam. Eles fizeram todo um blá-blá-blá para justificar porque estavam acabando com o Bolsa Família, mudando o nome, e gastaram zero. Agora, o Bolsonaro está falando em fazer um programa para quem arranjar trabalho. Diz que vai dar R$ 800, R$ 600, mais R$ 200. É o mesmo programa que ele prometeu lá atrás. O programa já é lei, podia estar pagando e não gastaram nada, mas ele está prometendo outra vez. É comprovado mundialmente que não funciona esse desenho de dar uma cenoura para pessoa trabalhar -como se ela já não trabalhasse. Ele parte do princípio de que a pessoa pobre recebe auxílio porque é preguiçosa. É um conceito bastante atrasado. Nenhum país adota isso como critério para a construção de programas de transferência de renda. O governo Bolsonaro também acabou com o Brasil Carinhoso, programa eficiente, que funcionava e, na minha opinião, precisa ser retomado. Colocou no lugar o Auxílio Criança Cidadã, que dava voucher, um vale creche, para a mulher que arrumasse um emprego. A creche deveria ser privada, não poderia ser pública ou conveniada. É uma coisa completamente esdrúxula. Primeiro, mulher quer trabalhar e não precisa de estímulo. Segundo porque, muitas vezes, ela não consegue trabalho exatamente porque não tem onde deixar a criança. Então, se ela achar o trabalho, aí ela ganha o voucher? Tem uma inversão aí, porque, antes de tudo, você tem que ofertar a vaga -que é um direito da criança, não só da mulher - e, depois, a mulher pode procurar o emprego. Eu pergunto: quanto acha que gastaram nesse programa? Então, foi zero também. É inacreditável. Um ano dois meses depois, Bolsonaro não tem nada. Não tem nem como eu comentar. Não saiu do papel. Eu tenho de ficar discutindo conceitualmente.— Tereza Campello